# Hanna Huskova
Hanna Huskova (Minsk, 28. kolovoza 1992.) bjeloruska je reprezentivka u slobodnom skijanju u disciplini akrobatski skokovi. 
Slobodnim skijanjem se bavi od 2001. godine.
U Svjetskom kupu debitirala je 2009. u Moskvi. Na Svjetskom prvenstvu 2009. bila je jedanaesta, a 2011. deveta. Natjecala se na Olimpijskim igrama u Sočiju 2014. gdje je bila dvadeset prva.
Na Svjetskom prvenstvu 2015. bila je šesta, a najveći uspjeh ostvarila je osvajanjem zlatne medalje na Olimpijskim igrama u Pjongčangu 2018. U sezoni 2017./'18. četvrta je u ukupnom poretku Svjetskoga kupa u slobodno skijanju, a druga u poretku discipline aerial. Pobijedila je na utrci Svjetskog kupa u Pekingu 16. prosinca 2017. godine, a bila druga u Lake Placidu 19. siječnja 2018.